# ゲンナジー・クラスニツキー
ゲンナジー・クラスニツキー（ロシア語: Геннадий Красницкий、1968年9月7日 - ）は、旧ソビエト連邦出身の男性フィギュアスケート選手。1985-1986、1986-1987年シーズンの世界ジュニア選手権チャンピオン。パートナーはエレーナ・レオノワ。

## 経歴
エレーナ・レオノワとペアを組み、ソビエト連邦代表として出場した1985-1986年シーズンの世界ジュニア選手権で初出場初優勝を飾った。翌1986-1987年シーズンの世界ジュニア選手権も制し2連覇を達成。シニア転向後もNHK杯やネーベルホルン杯、スケートカナダなどでも優勝を重ねたが、1989-1990年シーズン終了後にエレーナ・レオノワとのペアを解消した。
現在はアメリカでコーチを行っている。

## 主な戦績
| 大会/年          | 1985-86 | 1986-87 | 1987-88 | 1988-89 | 1989-90 |
| ---------------- | ------- | ------- | ------- | ------- | ------- |
| スケートカナダ   |         |         |         |         | 1       |
| ネーベルホルン杯 |         |         |         |         | 1       |
| NHK杯            |         |         | 1       |         |         |
| 世界Jr.選手権    | 1       | 1       |         |         |         |